# 张兴栋
张兴栋（1938年4月—），毕业于四川大学，中国生物医学家。2007年，张兴栋当选中国工程院化工、冶金与材料工程学部院士。2014年2月6日，张兴栋当选美国国家工程院外籍院士。张兴栋主要研究生物医学材料科学。

## 生平
1938年，张兴栋出生于四川省南充市。
1960年，张兴栋毕业于四川大学固体物理专业，毕业后留学任教至今。
2007年，张兴栋当选中国工程院化工、冶金与材料工程学部院士。
2014年2月6日，张兴栋当选美国国家工程院外籍院士。
虽然年已古稀，但是张兴栋依然每天9点去四川大学实验室工作，傍晚7点回家，凌晨1点前休息。